# La terra dei morti viventi
La terra dei morti viventi (Land of the Dead) è un film del 2005, scritto e diretto da George A. Romero. È un film horror, quarto capitolo che ha ampliato la serie sui morti viventi del regista.
Romero nei suoi film sugli zombi ha sempre voluto ritrarre in maniera critica la realtà sociopolitica americana: in La terra dei morti viventi è messo in discussione il diritto di sopraffazione sui popoli più poveri, dell'aggressione verso i diversi, della lotta al terrorismo e del principio di globalizzazione.

## Trama
A seguito di una massiccia invasione di zombi, la società umana è completamente collassata e i morti viventi camminano per l'intero pianeta. I sopravvissuti si sono organizzati in città fortificate sparse per gli Stati Uniti. Una di queste è Pittsburgh, circondata su due lati da fiumi e sul terzo da una recinzione elettrica pesantemente sorvegliata. Dietro le mura, però, la città è un santuario con i ricchi e i potenti che vivono in un lussuoso grattacielo chiamato Fiddler's Green, mentre il resto della popolazione sussiste nello squallore.
Il sovrano della fortezza, Paul Kaufman, ha sponsorizzato il Dead Reckoning, un veicolo armato corazzato che può viaggiare attraverso le zone infestate da zombi con facilità, e tale mezzo è usato da una squadra di esploratori che viaggiano per il paesaggio post-apocalittico con lo scopo di recuperare medicinali e viveri per i sopravvissuti. Durante l'ultima nottata, sotto il comando di Riley Denbo, il progettista e collaudatore del Dead Reckoning che ha intenzione di ritirarsi, lui e il suo gruppo notano che diversi morti viventi continuano a condurre i loro lavori e routine quotidiane che svolgevano quando erano ancora vivi. Uno di questi, il benzinaio Big Daddy, inizia anche a sviluppare il senso di comprensione e l'apprendimento osservando i comportamenti della squadra di Riley. Al termine di un'altra operazione di recupero nel quale la squadra del Dead Reckoning massacra vari zombi, Big Daddy si mette a marciare furioso verso la città con l'intenzione di vendicarsi.
Tornato alla fortezza, Riley scopre che l'uomo che gli ha venduto la macchina, il nano Chihuahua, sta mettendo in ballo la vita della prostituta Slack rinchiudendola in una recinzione con due zombi in cattività per fare scommesse. Nella sparatoria che segue, Riley salva la vita a Slack eliminando i due morti viventi mentre Chihuahua, tentando di fuggire, viene colpito in testa da una fucilata sparata da Charlie Houx, il braccio destro di Riley. Riley, Charlie e Slack vengono arrestati e in cella Slack spiega di essere stata abbandonata per ordine di Kaufman, il quale ha scoperto che lei lavorava con Mulligan, un collega di Riley che sta organizzando una ribellione tra i civili.
Nel frattempo, l'impavido Cholo DeMora, il vice-comandante del Dead Reckoning, viene a sapere che non otterrà il suo appartamento al Fiddler's Green nonostante gli anni di servizio per Kaufman che ha dedicato. Dopo essere stato respinto da Kaufman in persona e addirittura sfuggito al suo tentato omicidio ordinato dal tiranno, Cholo sequestra il Dead Reckoning con i suoi colleghi Pretty Boy, Mouse, Anchor e Foxy. Quando lo zombi Big Daddy, che sta guidando un esercito di morti viventi, assale la recinzione di sicurezza, Cholo e il suo gruppo decide di non intervenire e fuggono a bordo del Dead Reckoning. Kaufman libera Slack, Charlie e Riley dando loro il compito di andare fuori a recuperare il Dead Reckoning. Per rendere la missione più efficace, Kaufman aggiunge i mercenari Manolete, Monica "Motown" e Pillsbury al gruppo di Riley.
Cholo richiede a Kaufman di portare cinque milioni di dollari su una barca entro due ore o altrimenti avrebbe distrutto Fiddler's Green con i missili del Dead Reckoning. Mouse viene lasciato al molo per attendere l'arrivo dei soldi, ma la barca non arriva e Mouse viene infine divorato dagli zombie di Big Daddy, che nel frattempo ha raggiunto il fiume e lo attraversa camminando sul fondo con il suo esercito di morti viventi e riemergono sull'altra sponda per continuare la marcia verso la città. Intanto, durante la ricerca, Manolete viene morso da uno zombie e quindi Slack lo elimina, consapevole che sarebbe stata solo una questione di ore prima che si trasformasse.
Giunto al Dead Reckoning, quando Cholo si sta preparando per abbattere Fiddler's Green, Riley escogita un piano per avvicinarsi da solo. Contro gli ordini di Riley, Charlie, Slack e Pillsbury lo seguono, mentre Motown viene abbandonata per via della sua fedeltà a Kaufman. Sapendo che sono giunti per conto di Kaufman, Cholo tiene Riley e Charlie sotto tiro. Prima che Slack e Pillsbury siano in grado di reagire, la vendicativa Motown li raggiunge e apre il fuoco nel tentativo di uccidere Riley e Cholo, ma viene divorata da uno zombie. Con questa distrazione, Riley de-attiva i sistemi delle armi del Dead Reckoning e decide di lasciare andare Cholo permettendogli di proseguire per un avamposto a Cleveland. Sulla strada, però, Cholo viene infettato da un morto vivente, ma invece di farsi abbattere da Foxy, decide di usare il tempo che gli rimane per tornare in città e uccidere Kaufman.
L'esercito di zombie di Big Daddy invade infine la fortezza degli umani, iniziando a seminare panico e caos nella confusione generale. Fiddler's Green viene evacuato e Kaufman pianifica di fuggire in barca infischiandosene degli altri. Nel parcheggio sotterraneo, però, Kaufman viene raggiunto da Big Daddy, che gli spruzza del carburante all'interno della sua limousine per poi allontanarsi. Con Big Daddy fuori di vista, Kaufman esce dall'automobile per andarsene a piedi, ma viene assalito da Cholo, che ormai è diventato uno zombie. Durante lo scontro, Big Daddy torna al percheggio e fa rotolare un tizzone ardente che incendia il carburante facendo esplodere la macchina e uccidendo entrambi.
Riley e il suo gruppo giungono troppo tardi e osservano impotenti i ricchi intrappolati senza via di fuga per via della recinzione elettrica venire divorati vivi dagli zombi. Per porre fine al massacro, Riley ordina di fare saltare tutto in aria con i missili del Dead Reckoning. Poco dopo che gli zombi se ne sono andati, si mostra un gruppo di superstiti e della ribellione che hanno seguito Mulligan, il quale inizia a fare progetti per ricostruire meglio la città e renderla un posto dove tutti potranno vivere in pace. Riley osserva da lontano l'orda di zombie insieme a Big Daddy. Il morto vivente osserva con stanchezza il gruppo, per poi continuare il cammino insieme ai suoi simili. Riley rinuncia a sparargli, avendo compreso che gli zombi stanno cercando un posto dove andare, e trovando scopo alla loro esistenza. Nel finale Riley e il suo gruppo partono sul Dead Reckoning per andare in Canada.

## Produzione

### Camei
Tom Savini, il truccatore e responsabile degli effetti speciali dei precedenti episodi della saga, compie una breve apparizione nei panni di un motociclista (Blades) che già aveva interpretato in Zombi, stavolta però in forma di morto vivente. Lo si può vedere durante l'assalto degli zombie al complesso residenziale Fiddler's Green, mentre afferra un ragazzo e lo squarta col suo machete.
Simon Pegg e Edgar Wright, autori del film L'alba dei morti dementi, sono stati invitati da Romero per interpretare in un cameo la parte dei due zombi usati per fare "foto ricordo". In tal modo il regista ha voluto pubblicamente dimostrare il suo apprezzamento per l'opera dei due cineasti inglesi, fortemente ispirata dai film di Romero.

## Distribuzione

### Data di uscita
Il film è uscito prima nel festival del cinema mentre negli altri paesi è uscito:
- 24 giugno 2005 Stati Uniti
- 24 giugno 2005 Canada
- 10 giugno 2005 Francia
- 15 luglio 2005 Italia

## Accoglienza

### Incassi
il budget del film è di 19 milioni di dollari mentre l'incasso totale è di 46 800 000 di dollari.

## Altri media

### Videogiochi
Il 18 ottobre 2005 è stato pubblicato un videogioco dal titolo Land of the Dead: Road to Fiddler's Green, uno sparatutto in prima persona che rappresenta un prequel alla trama del film.